# Ханке, Иржи
Иржи Ханке (чеш. Jiří Hanke; 12 декабря 1924, Врды, Кутна-Гора — 11 декабря 2006, Лозанна), в некоторых источниках Георг Ханке (нем. Georg Hanke) и Георг Ханек (нем. Georg Hanek) — чехословацкий футболист, левый защитник.

## Карьера
Иржи Ханке родился в Дольни Бучице, части деревни Врды, близ Кутна-Гора. Он начинал карьеру в клубах «Раковник» и «Оломоуц». В 1944 году футболист стал игроком «Славии» из Праги. В 1945 году Ханке участвовал в Пражском восстании, в частности, с оружием в руках защищал территорию около стадиона «Летна», который был частично разрушен немецкой авиацией. Иржи продолжил карьеру в «Славии» и выиграл с клубом три подряд чемпионата Чехословакии. В 1950 году он уехал в ФРГ, боясь преследования из-за своей немецкой фамилии, где стал игроком клуба «Санкт-Паули», но участвовать в официальных матчах не мог: «Я был свободен, я мог жить и дышать, так как мне было угодно, я избавился от угрозы превратить себя в машину, как те, кто остался за железным занавесом. Мне не разрешили участвовать в соревнованиях, поэтому ни один клуб не мог зарегистрировать меня и предложить контракт». Чтобы заработать, он участвовал в выставочных матчах под эгидой Международной организации по делам беженцев с командой «Хунгария», основанной Ладиславом Кубалой и тренируемой его соотечественником Фердинандом Даучиком. Во время турне «Хунгарии» по Колумбии, форвард решил остаться там, так как эта страна не была членом ФИФА, и местные клубы могли подписывать любых футболистов. Сначала там он играл за клуб «Унион Магдалена», с которой поучаствовал в крупнейшей победе в истории чемпионате Колумбии, 12:1 над «Универсидад Насьональ», сам Ханке забил во встрече три гола. Спустя год он присоединился к «Мильонариос», где выступал вместе с Альфредо Ди Стефано и выиграл с командой чемпионат страны. В Колумбии он выходил на поле под именами Герро Ханкель и Герог Ханке.
Зимой 1952 года Ханке был вынужден покинуть страну: «Это [футбол] было красиво, пока в него играли, но с ноября по февраль футбол в Колумбии исчезает. У людей другие развлечения... Фестивали, карнавалы, всевозможные гулянья и постоянные праздники. Для меня ничего не было, поэтому я решил вернуться в Европу». Он подписал контракт с французским «Лансом», куда его пригласил соотечественник Людвиг Дюпаль. В том же году Ханке перешёл в испанскую «Барселону», куда его пригласил главный тренер команды и старый знакомый Фердинанд Даучик, благодаря тому, что клуб приехал во Францию на финал Латинского кубка. 30 августа он дебютировал за «сине-гранатовых» в матче против «Гранольерс», при этом чех вышел на поле под вымышленной фамилией Фернандес. Затем он играл в клубе, где его называли Хорхе Ханхе или Хирон. 29 октября Иржи сыграл первый официальный матч за клуб, в ней «Барселона» обыграла «Жирону» со счётом 6:2, а один из голов забил именно Ханке. В первом же сезоне клуб выиграл и чемпионат и Кубок Испании. В сезоне 1955/1956 Ханке потерял место в основе, и летом уехал в Швейцарию, где стал игроком клуба «Биль-Бьенн». Затем он работал играющим тренером этой команды, затем тренировал  «Ред Стар», «Спарту» из Роттердама, «Ксерксес», а также «Веве-Спортс». Завершив карьеру, Ханке остался жить в Швейцарии и стал гражданином этой страны.

## Международная статистика
| Матчи Иржи Ханке за сборную Чехословакии | Матчи Иржи Ханке за сборную Чехословакии | Матчи Иржи Ханке за сборную Чехословакии | Матчи Иржи Ханке за сборную Чехословакии | Матчи Иржи Ханке за сборную Чехословакии | Матчи Иржи Ханке за сборную Чехословакии | Матчи Иржи Ханке за сборную Чехословакии |
| ---------------------------------------- | ---------------------------------------- | ---------------------------------------- | ---------------------------------------- | ---------------------------------------- | ---------------------------------------- | ---------------------------------------- |
| №                                        | Дата                                     | Место проведения                         | Оппонент                                 | Счёт                                     | Голы                                     | Турнир                                   |
| 1                                        | 7 апреля 1946                            | Париж                                    | Франция                                  | 0:3                                      | —                                        | Товарищеский матч                        |
| 2                                        | 9 мая 1946                               | Прага                                    | Югославия                                | 0:2                                      | —                                        | Товарищеский матч                        |
| 3                                        | 29 сентября 1946                         | Белград                                  | Югославия                                | 2:4                                      | —                                        | Товарищеский матч                        |
| 4                                        | 10 апреля 1949                           | Прага                                    | Венгрия                                  | 5:2                                      | —                                        | Кубок Центральной Европы                 |
| 5                                        | 30 октября 1949                          | Острава                                  | Польша                                   | 2:0                                      | —                                        | Товарищеский матч                        |

## Достижения
- Чемпион Чехословакии: 1946/1947, 1947/1948, 1948
- Чемпион Колумбии: 1951
- Чемпион Испании: 1952/1953
- Обладатель Кубка Испании: 1952/1953
- Обладатель Кубка Ярмарок: 1955/1958